# Parnall Plover
Parnall Plover là một mẫu máy bay tiêm kích hải quân của Anh trong thập niên 1920. Do George Parnall & Co. thiết kế chế tạo cho Hải quân Hoàng gia để trang bị trên các tàu sân bay.

## Quốc gia sử dụng
Anh Quốc
- Không quân Hoàng gia

## Tính năng kỹ chiến thuật (Plover)
Dữ liệu lấy từ The Complete Book of Fighters
Đặc điểm tổng quát
- Kíp lái: 1
- Chiều dài: 23 ft 0 in (7 m)
- Sải cánh: 29 ft 0 in (8,84 m)
- Chiều cao: 12 ft 0 in (3,65 m)
- Diện tích cánh: 306 ft² (28,4 m²)
- Trọng lượng rỗng: 2.035 lb (923 kg)
- Trọng lượng có tải: 2.984 lb (1.354 kg)
- Động cơ: 1 × Bristol Jupiter III kiểu động cơ piston bố trí tròn, 436 hp (325 kW)

 Hiệu suất bay 
- Vận tốc cực đại: 123 knot (142 mph, 228 km/h)
- Trần bay: 23.000 ft (7.000 m)
- Tải trên cánh: 9,75 lb/ft² (47,7 kg/m²)
- Công suất/trọng lượng: 0,15 hp/lb (0,24 kW/kg)
- Lên độ cao 20.000 ft: 25 phút 12 giây

Trang bị vũ khí

- Súng: 2 Súng máy Vickers .303 in